# 關天林
關天林，1984年生，詩人、作家，香港中文大學中國語言及文學系畢業，香港中文大學中文系碩士、復旦大學中文系博士。

曾獲第十三屆香港中文文學雙年獎推薦獎、中文文學創作獎、青年文學獎、城市文學獎等獎項。 

現任《字花》雜誌總編輯，寫作班導師；曾任職嶺南大學中文系助理授課導師。

## 出版
- 詩集：《空氣辛勞》，麥穗出版社，2016
- 詩集：《本體夜涼如水》，石磬文化有限公司，2014

## 編選
- 《水母與搖滾——字花十年選詩歌卷》，水煮魚文化製作有限公司，2017

## 研究
- 〈史的詩·詩的史——論孫毓棠《寶馬》及一種節奏形式的探索經驗〉，《華文文學》，2015
- 〈肌質·節奏·抒情空間:現代漢詩感知形式初探〉，《華文文學》，2014
- 〈切膚的想像〉，《語文教學與研究》，2013
- 〈音節的舞蹈——新詩音節發展述略與兩個例析〉，《文學教育》，2013